# Omar Naber
Omar Kareem Naber är en sångare och låtskrivare född 7 juli 1981 i Ljubljana, Slovenien. Hans mor är slovensk musiklärare och hans far är jordansk tandläkare.  
Omar Naber valde studier för att följa i sin fars fotspår, men efter examen valde han att studera vidare inom turism. Han hoppade av utbildningen för att ägna sig åt sin musikkarriär. Han vann talangjakten Bitka talentov i slutet av 2004 och hans första singel, Vse, kar si želiš, blev en stor succé. Några månader senare vann han EMA, den slovenska uttagningen till Eurovision Song Contest 2005 i Kiev med den egenkomponerade rockballaden Stop som trots sin engelska titel framfördes på slovenska. Den gavs även ut på engelska, då med titeln On My Own. Väl på plats i Kiev lyckades han inte ta sig vidare från semifinalen. 2009 steg han återigen upp på EMA-scenen med låten I Still Carry On och slutade då på andraplats. 
Sedan dess har han turnerat i Slovenien och internationellt och spelar även i bandet Kareem.
I Eurovision Song Contest 2017 representerade han Slovenien med låten "On My Way". Han åkte ut i första semifinalen.